# ورخوتوریه
شهر ورخوتوریه (به روسی: Верхотурье) در کشور روسیه و در اوبلاست سوردلوفسک واقع شده‌است.